# Emanuel Roos af Hjelmsäter
Jonas Emanuel Roos af Hjelmsäter, född i 5 juni 1791 Linköping, död 24 december 1848 i Stockholm, var en svensk protokollsekreterare och miniatyrmålare.

## Biografi
Emanuel Roos af Hjelmsäter var son till häradshövdingen Leonard Adam Roos af Hjelmsäter och Magdalena Bergenhem, gift 1821 med Ingrid Emilia Sofia Widegren och halvbror till ryttmästaren Carl Adam Roos af Hjelmsäter samt farbror till reseskildraren och konstnären Leonard Roos af Hjelmsäter och miniatyrmålaren Catharina Maria Roos af Hjelmsäter.
Roos af Hjelmsäter arbetade som extra ordinarie kammarskrivare och kopist. Han utnämndes 1818 till kanslist vid handels- och finansexpeditionen och 1822 vid krigskollegium där han utnämndes till protokollsekreterare 1826. Han erhöll avsked 1835. Vid sidan av sitt arbete var han även inspektor vid Stockholms sjötullsinspektion. Som konstnär målade han miniatyrmålningar och miniatyrporträtt, bland annat av släktingen Gustaf Roos af Hjelmsäter.
Roos af Hjelmsäter är representerad vid Nationalmuseum i Stockholm med ett miniatyrporträtt av major Fredric Emanuel Bennet som ursprungligen kommer från den Wicanderska miniatyrsamlingen.
Han led av psykisk ohälsa och tog sitt liv i december 1848 genom att hoppa ut genom ett fönster från sin bostad på Storkyrkobrinken.